# Thor Hellström
Thor Bernhard Hellström, född 1894 i Stockholm, död 1976, var en svensk målare. 
Han var son till konstnären Kristian Bernhard Hellström och far till Olof Hellström. Han studerade på Althins målarskola, högre konstindustriella skolan med mera. Han var verksam som teckningslärare och målade figurmotiv, landskap med djur och stilleben.